# Jake Holmes
Jake Holmes (* 28. prosince 1939) je americký zpěvák a kytarista. Na počátku šedesátých let působil se svou manželkou Katherine Holmes v komediálním duu Allen & Grier. Později napsal texty k písním skladatele Boba Gaudia. Jsou autory všech písní na desce Watertown zpěváka Franka Sinatry. V roce 1967 vydal své první sólové album The Above Ground Sound of Jake Holmes. Obsahuje mimo jiné píseň „Dazed and Confused“, kterou později v upravené verzi nahrála skupina led Zeppelin, aniž by Holmese uvedla jako autora. Ten skupinu v roce 2010 zažaloval.